# Pablo Pallarés Marzo
Pablo Pallarés Marzo (Gandía, Comunidad Valenciana, España, 12 de enero de 1987), más conocido como Pablo Pallarés,  es un futbolista español que actualmente que juega en el Yugo-Socuéllamos  club de Segunda División B de España.

## Trayectoria
Pallarés es un delantero centro formado en la cantera del Valencia C. F.. Su desbordante capacidad polivalente le permite jugar en cualquier posición de la zona de ataque según el sistema. Desde 1999, con tan solo 12 años, ingresa en las categorías inferiores del  Valencia C. F. donde se convierte en máximo goleador en todas las categorías. Con 18 años cuando milita en el Valencia CF Mestalla participa en las pretemporadas del primer equipo donde un gol de Pallarés frente al CD Alcoyano otorga al Valencia C. F. como campeón del encuentro. Debido al buen rendimiento ofrecido, el técnico Quique Sánchez Flores decidió apostar por él.
En la temporada 2005-2007 Pallarés es fichado por el Atlético de Madrid B. Posteriormente juega en equipos de la Segunda División B española como Palencia CF, CD Denia y CD Alcoyano, donde juega el ascenso a la Segunda División.
En la temporada 2010-2011 Pallarés juega en el CD Roquetas, donde realiza una excelente temporada apuntando 15 goles en liga. Esa misma temporada la UD Almería se interesa  por sus servicios y ficha a Pallarés para la temporada 2011-2012 para su equipo filial. Esa misma temporada Pallarés es llamado de manos de  Lucas Alcaraz, entrenador del primer equipo, donde disputa 16 partidos. Su debut en la Segunda División se produjo el 17 de diciembre de 2011 con la Unión Deportiva Almería en un partido contra el Centre d'Esports Sabadell Futbol Club, días anteriores ya disputó un partido de Copa del Rey con el conjunto andaluz frente al Club Atlético Osasuna.
Tras su paso, en la temporada 2013/2014, por la La Hoya Lorca Club de Fútbol, club en el que disputa la promoción de ascenso a la Segunda División y consigue anotar 18 goles, firma por el Fútbol Club Cartagena para la siguiente temporada, la 2014-2015.
En el mercado de invierno Pallarés ficha por la SD Huesca siendo primeros de la tabla de clasificación, y terminan al final de la temporada con un ascenso a Segunda División.
Más tarde, jugaría en las filas del UCAM Murcia CF, SD Ponferradina, Kedad FA de Malasia y CD Guijuelo. 
En verano de 2019, firma con el Club de Fútbol Badalona en el que disputaría 408 minutos anotando un tanto durante la primera vuelta de la competición en el Grupo III de Segunda División B. En el mercado de invierno de la temporada 2019-20 rescinde su contrato con el Club de Fútbol Badalona para firmar por el Orihuela CF pero la Federación impide al club oriolano tramitar la licencia del futbolista.
En enero de 2020, firma con el ND Gorica club de Segunda Liga de Eslovenia. En septiembre de 2020 volvió a España a través del recién ascendido a Segunda B Yugo-Socuéllamos.

## Clubes
| Club                       | País      | Año       |
| -------------------------- | --------- | --------- |
| Valencia C. F. Mestalla    | España    | 2004-2005 |
| Atlético de Madrid "B"     | España    | 2005-2007 |
| C. F. Palencia             | España    | 2007-2008 |
| C. D. Denia                | España    | 2008-2009 |
| Águilas C. F.              | España    | 2009-2010 |
| C. D. Alcoyano             | España    | 2010      |
| C. D. Roquetas             | España    | 2010-2011 |
| U. D. Almería "B"          | España    | 2011-2012 |
| San Fernando C. D.         | España    | 2012-2013 |
| La Hoya Lorca C. F.        | España    | 2013-2014 |
| F. C. Cartagena            | España    | 2014-2015 |
| S. D. Huesca               | España    | 2015      |
| UCAM Murcia Club de Fútbol | España    | 2015-2016 |
| S.D. Ponferradina          | España    | 2017      |
| Kedah FA                   | Malasia   | 2018-     |
| CD Guijuelo                | España    | 2018-2019 |
| Club de Fútbol Badalona    | España    | 2019-2020 |
| ND Gorica                  | Eslovenia | 2020      |
| Yugo-Socuéllamos           | España    | 2020-     |

## Palmarés

### Títulos nacionales
| Título                       | Club                      | País   | Año  |
| ---------------------------- | ------------------------- | ------ | ---- |
| Segunda División B de España | Sociedad Deportiva Huesca | España | 2015 |
| Segunda División B de España | UCAM Murcia CF            | España | 2016 |